# Cyril Northcote Parkinson
Pour les articles homonymes, voir Parkinson.
Cyril Northcote Parkinson (né le 30 juillet 1909 et mort le 9 mars 1993) est un historien et essayiste britannique, auteur de la loi de Parkinson (recueil d'articles publié en 1957) selon laquelle « le travail s’étale de façon à occuper le temps disponible pour son achèvement ». Il a écrit l'article original, publié dans The Economist en 1955, alors qu'il était professeur d'histoire à l'université de Malaisie à Singapour.

## Œuvres
- C. Northcote Parkinson, Parkinson's Law, or The Pursuit of Progress, John Murray, London, 1957 ; Les lois de Parkinson  (trad. de l'anglais par Jérôme de Villehouverte, préf. Alfred Sauvy), Paris, Editions R. Laffont, 1983, 244 p. (ISBN 2-221-01173-2)
- C. Northcote Parkinson, The Evolution of Political Thought (1958), en français L'évolution de la pensée politique, coll. Idées, Gallimard, 1965,  (ISBN 978-2070350698)
- C. Northcote Parkinson, In-laws and outlaws, John Murray, London, 1962.